# ディアーナ・ド・ブルボン＝パルム
ディアーナ・マルグリット・ド・ブルボン＝パルム（Diana Marguerite de Bourbon-Parme、1932年5月22日・パリ - 2020年5月7日 ハンブルク）は、フランス・ドイツの貴族女性。スペイン王室の分家の一つブルボン＝パルマ家の公女（princesse）。欧州王族と定義される人々の間では、2番目にCOVID-19の犠牲となり死亡した人物と報じられた。
ブルボン＝パルマ公子ガエターノと、カステル・ドゥイノ公爵の娘トゥルン・ウント・タクシス侯女マルガレーテの間の一人娘。1955年ホーエンツォレルン侯フリードリヒの次男フランツ・ヨーゼフ侯子（1926年 - 1996年）と結婚。1955年3月15日にロンドンで民事婚を、同年4月16日にクラウヒェンヴィースで宗教婚を執り行った。1957年長男アレクサンダーを出産するが、夫妻は1961年1月19日シュトゥットガルトにて離婚、同時に息子が夫の実子でないことも公表された。1961年3月21日シュトゥットガルトで、息子の実父ハンス・ヨアヒム・エーミヒェン（1920年 - 1995年）と再婚。エーミヒェンとの間にさらに1男1女をもうけている。ただしフランツ・ヨーゼフとの教会法上の婚姻が無効とされたのは1980年1月17日になってからであり、エーミヒェンと宗教婚を執り行ったのは1992年だった。
ディアーナは2020年5月7日にハンブルクで感染症COVID-19のために死去したと報じられ、同感染症で死亡した王族としては、2020年3月に死亡した同族の従妹マリア・テレサ・デ・ボルボン＝パルマに次いで2番目となったとされた。

## 引用・脚注
1. 1 2  Paul Theroff. “PARMA”.   Paul Theroff's Royal Genealogy Site. 2009年4月28日時点のオリジナルよりアーカイブ。2020年12月25日閲覧。
2. 1 2 3 4 5 6  Lundy, Darryl. “Diane Marguerite di Borbone, Principessa di Parma”. The Peerage.   Darryl Lundy. 2020年6月3日閲覧。
3. 1 2 3  Nuevo luto en la familia de Borbón-Parma: la princesa Diana, fallecida por coronavirus (スペイン語)